# Comuna Verboveț, Vînohradiv
Verboveț (în ucraineană Вербовець) este o comună în raionul Vînohradiv, regiunea Transcarpatia, Ucraina, formată din satele Ciornîi Potik și Verboveț (reședința).

## Demografie
Componența lingvistică a comunei Verboveț
     Maghiară (94,65%)
     Ucraineană (4,52%)
     Alte limbi (0,48%)
Conform recensământului din 2001, majoritatea populației comunei Verboveț era vorbitoare de maghiară (94,65%), existând în minoritate și vorbitori de ucraineană (4,52%).